# Calycopis vidulus
Calycopis vidulus är en fjärilsart som beskrevs av Druce. Calycopis vidulus ingår i släktet Calycopis och familjen juvelvingar. Inga underarter finns listade i Catalogue of Life.